# Frières-Faillouël
Frières-Faillouël – miejscowość i gmina we Francji, w regionie Hauts-de-France, w departamencie Aisne.
Według danych na styczeń 2014 roku gminę zamieszkiwało 1017 osób, a gęstość zaludnienia wynosiła 66,9 osób/km².